# Nový rybník (Krupín)
Nový rybník se nachází nedaleko města Nasavrky v okrese Chrudim.
V roce 2018 byla zahájena obnova rybníka v blízkosti křižovatky silnice II. třídy č. 337 vedoucí do městečka Nasavrky se silnicí III. třídy č. 33769 spojující Krupín s vesnicí Podlíšťany.

## Galerie

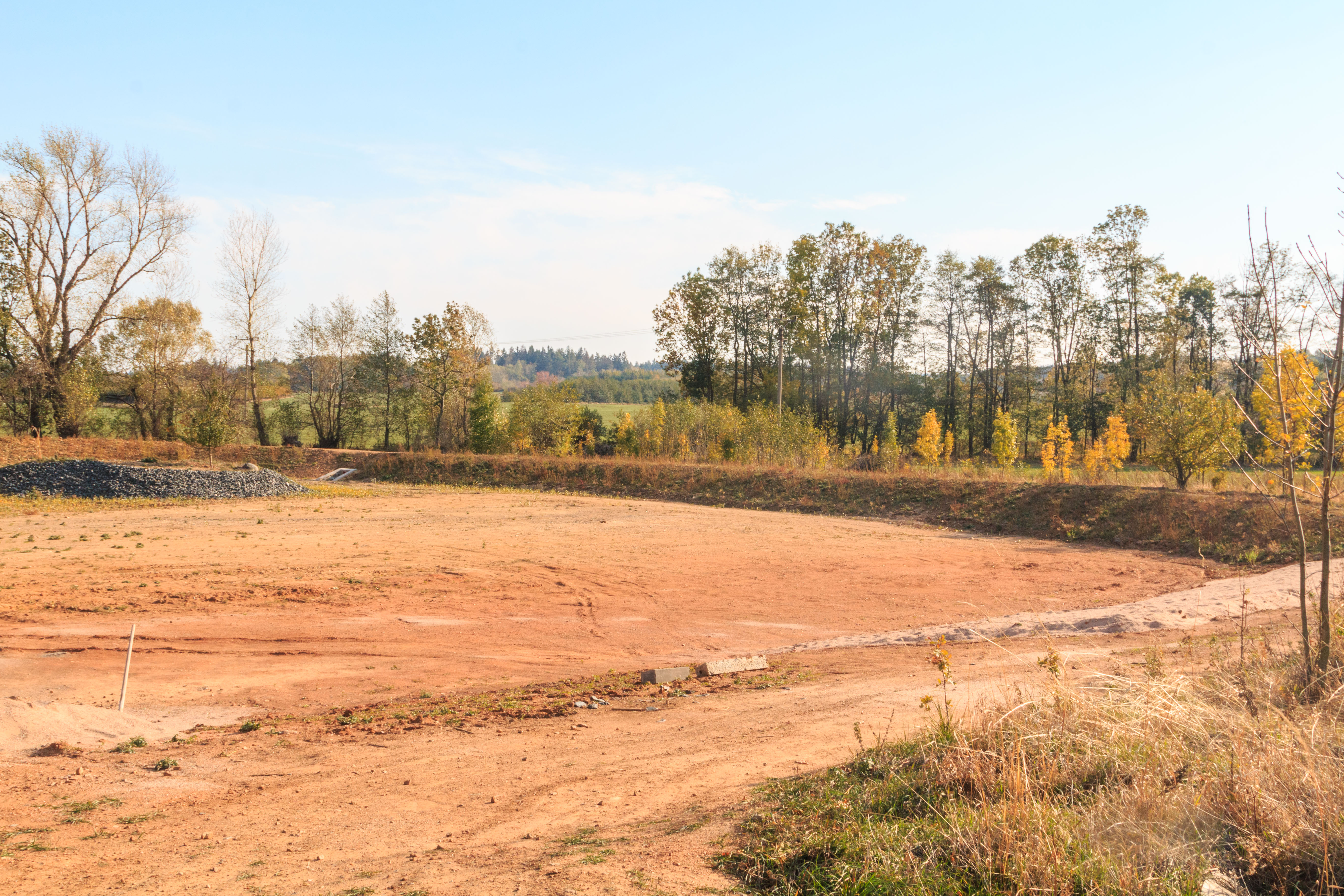
pohled na výstavbu Nového rybníka u Krupína
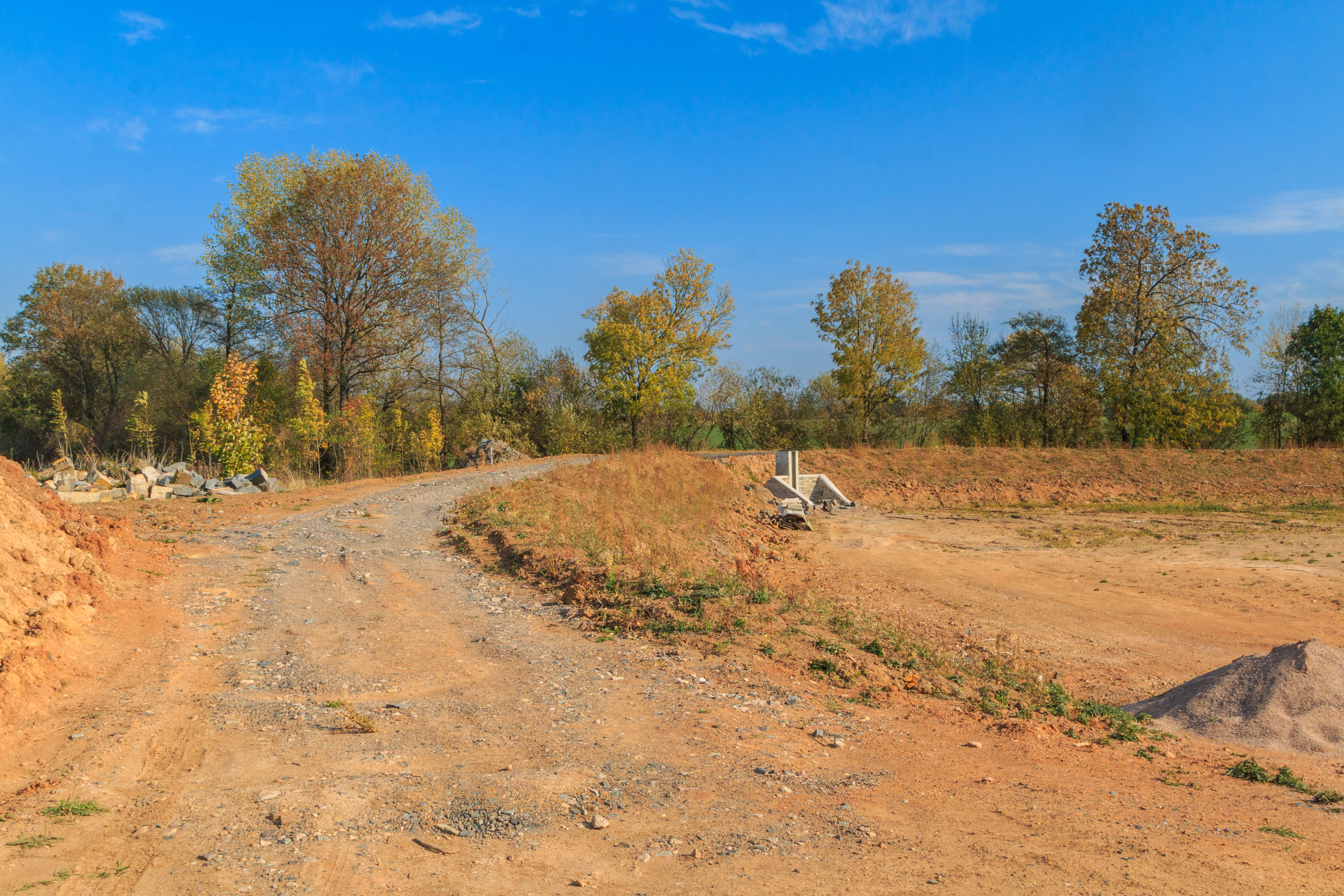
pohled na výstavbu Nového rybníka u Krupína